# Pressió lateral del sòl

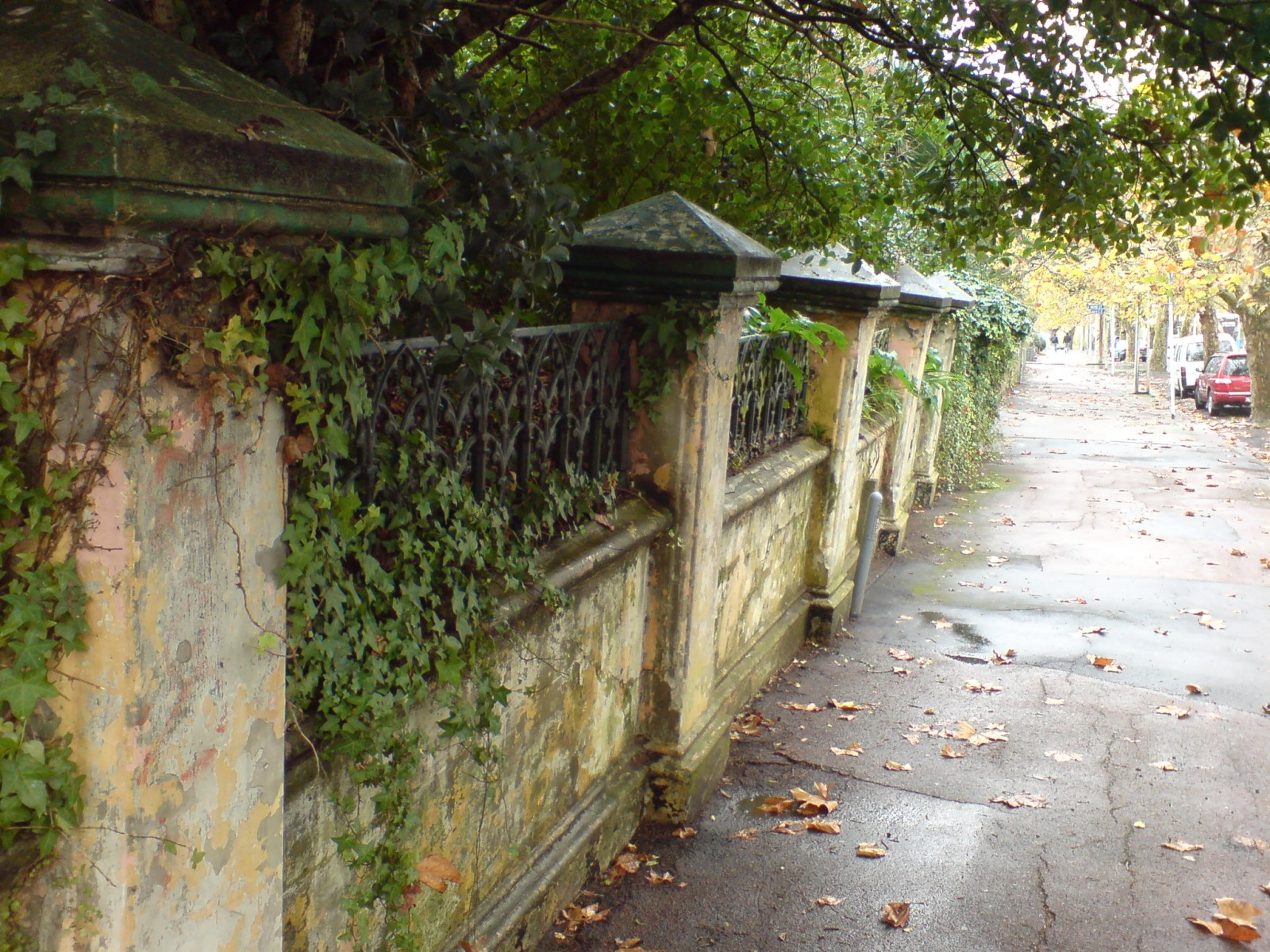
Un exemple dels principis de pressió horitzontal: un mur de contenció de terres.

La pressió lateral del sòl és la pressió que la terra exerceix sobre el pla horitzontal. Les aplicacions més comunes de la teoria de pressions laterals en sòls són el disseny d'estructures cimentades com murs de terres, sabates, túnels i per determinar la fricció del terreny en la superfície de fonamentacions profundes.
Per descriure la pressió que un sòl pot exercir s'usa un coeficient de pressió lateral, K. K és la relació entre la pressió lateral o horitzontal respecte a la pressió vertical (K = σ  h  '/σ  v '). Aquesta fórmula està assumida per ser directament proporcional i es compleix en qualsevol punt del sòl. K pot dependre de les propietats mecàniques del sòl i de la història tensional del sòl. Els coeficients de pressió lateral pot variar dins de tres categories: pressió en repòs, pressió activa i pressió passiva.
Els coeficients de pressió són usats en anàlisi d'enginyeria geotècnica depenent de les característiques de la seva aplicació. Hi ha moltes teories per a predir la pressió lateral, algunes empíriques i altres analítiques.

## Pressió en repòs
La pressió en repòs, representades per K  0 , és la pressió horitzontal del terreny. Aquesta pot ser mesurada directament pel test dilatomètric (DMT) o per un "borehole pressuremter test" (PMT). Aquests experiments són cars, per això s'usen relacions empíriques per predir la resta de pressions que són més difícils d'obtenir i que depenen generalment de l'angle de fregament intern. Algunes fórmules són:
Jaky (1948) per a terres normalment consolidats:
{\displaystyle K_{0(NC)}=1-\sin \phi '\ }
Mayne & Kulhawy (1982) per a terres sobreconsolidados:
{\displaystyle K_{0(OC)}=K_{0(NC)}*OCR^{(\sin \phi ')}\ }
L'última requereix un perfil OCR profund per a ser determinada.

## Pressió activa i passiva

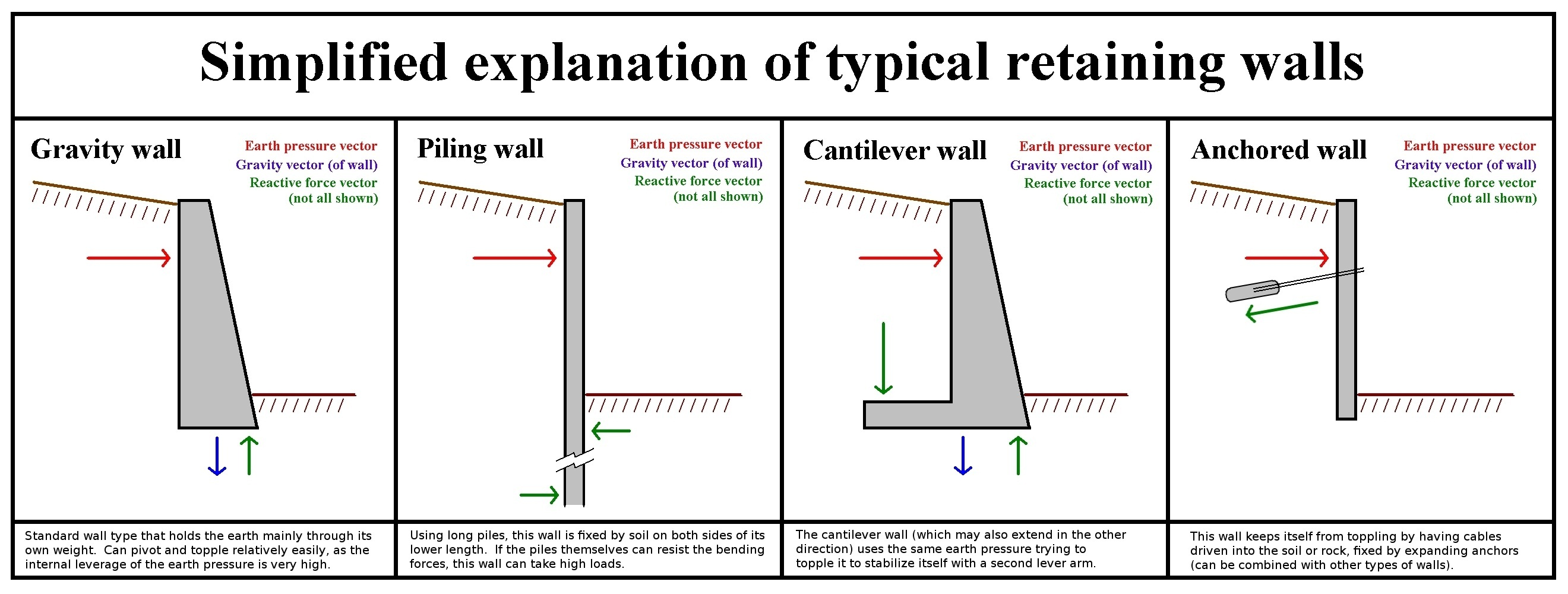
Diferents murs de contenció dissenyats per aguantar diferents empentes.

L'estat  actiu  passa quan hi ha una relaxació en la massa de sòl que ho permet moure's cap a fora de l'espai que limitava la tensió del sòl (per exemple un mur de terra que es trenca), és a dir que el sòl està fallant per estendre's. Aquesta és la pressió mínima a la qual el sòl pot ser sotmesa perquè no es trenqui. Al contrari l'estat  passiu  ocorre quan la massa de sòl està sotmesa a una força externa que porta a terra a la tensió límit de confinament. Aquesta és la màxima pressió a la que pot ser sotmesa un sòl en el pla horitzontal.

### Teoria de Rankine
La teoria de Rankine, desenvolupada en 1857, és la solució a un camp de tensions que prediu les pressions actives i passives del terreny. Aquesta solució suposa que el sòl està cohesionat, té una paret que està friccionant, la superfície sòl-paret és vertical, el pla de ruptura en aquest cas seria planar i la força resultant és paral·lela a la superfície lliure del talús. Les equacions dels coeficients per pressions actives i passives apareixen a continuació. Noteu que φ 'és l'angle de fricció del sòl i la inclinació del talús respecte a l'horitzontal és l'angle β.
{\displaystyle K_{a}=\cos \beta {\frac {\cos \beta -\left(\cos ^{2}\beta -\cos ^{2}\phi \right)^{1/2}}{\cos \beta +\left(\cos ^{2}\beta -\cos ^{2}\phi \right)^{1/2}}}}
{\displaystyle K_{p}=\cos \beta {\frac {\cos \beta +\left(\cos ^{2}\beta -\cos ^{2}\phi \right)^{1/2}}{\cos \beta -\left(\cos ^{2}\beta -\cos ^{2}\phi \right)^{1/2}}}}
Per al cas en què β sigui 0, les equacions de dalt se simplifiquen com:
{\displaystyle K_{a}=\tan ^{2}\left(45-{\frac {\phi }{2}}\right)\ }
{\displaystyle K_{p}=\tan ^{2}\left(45+{\frac {\phi }{2}}\right)\ }

### Teoria de Coulomb
Coulomb (1776) va ser el primer a estudiar el problema de les pressions laterals del terreny i estructures de retenció. Coulomb es va limitar a usar la teoria d'equilibri que considera que un bloc de terreny en trencament com un cos lliure (és a dir en moviment) per determinar la pressió lateral limitant. La pressió limitant horitzontal en fallada en extensió o compressió es determinen a partir de  K   a  i  K   p  respectivament.

{\displaystyle K_{a}={\frac {\cos ^{2}\left(\phi -\theta \right)}{\cos ^{2}\theta \cos \left(\delta +\theta \right)\left(1+{\sqrt {\frac {\sin \left(\delta +\phi \right)\sin \left(\phi -\beta \right)}{\cos \left(\delta +\theta \right)\cos \left(\beta -\theta \right)}}}\ \right)^{2}}}}
{\displaystyle K_{p}={\frac {\cos ^{2}\left(\phi +\theta \right)}{\cos ^{2}\theta \cos \left(\delta -\theta \right)\left(1-{\sqrt {\frac {\sin \left(\delta +\phi \right)\sin \left(\phi +\beta \right)}{\cos \left(\delta -\theta \right)\cos \left(\beta -\theta \right)}}}\ \right)^{2}}}}

## Relació de Bell
Per a terres amb cohesió Bell va desenvolupar una solució analítica que utilitza l'arrel del coeficient K per predir la contribució de la cohesió a la pressió resultant. Aquestes equacions expressen les pressions horitzontals totals. El primer terme representa la contribució no cohesiva i el segon terme la contribució cohesiva. La primera equació és per a una situació activa i la segona per a una situació passiva:

{\displaystyle \sigma _{h}=K_{a}\sigma _{v}-2c{\sqrt {K_{a}}},\qquad \Sigma _{h}=K_{p}\sigma _{v}+2c{\sqrt {K_{p}}}\ }